# Viticoltura nel Regno Unito
La viticoltura nel Regno Unito ha registrato una crescita significativa negli ultimi decenni affermandosi come un settore dinamico e in continua evoluzione. L'aumento delle temperature dovuto ai cambiamenti climatici e l'affinamento delle tecniche vitivinicole hanno contribuito a migliorare la qualità del vino britannico, in particolare degli spumanti che oggi competono a livello internazionale con i migliori Champagne francesi.

## Storia
Le prime testimonianze della coltivazione della vite in Gran Bretagna risalgono al periodo della dominazione romana (43-410 d.C.) quando i conquistatori introdussero la viticoltura per soddisfare la domanda di vino delle guarnigioni e delle élite locali. Tuttavia, il clima fresco e umido dell’epoca rendeva difficile la produzione di vini di alta qualità.
Durante il Medioevo furono i monaci a mantenere viva la tradizione vinicola coltivando viti nei pressi di monasteri e abbazie. Il declino della viticoltura iniziò con la dissoluzione dei monasteri sotto Enrico VIII d'Inghilterra e si aggravò con la Piccola era glaciale (XIV-XIX secolo) che rese il clima ancora più inospitale per la coltivazione della vite.
Nel XX secolo la viticoltura britannica conobbe una rinascita grazie a pionieri come Ray Barrington Brock e Major-General Sir Guy Salisbury-Jones che sperimentarono nuovi vitigni resistenti al clima locale. Negli ultimi decenni, la crescita delle superfici vitate e i miglioramenti tecnologici hanno permesso la produzione di vini di alta qualità.

## Clima
Il clima del Regno Unito è tradizionalmente considerato marginale per la viticoltura, caratterizzato da temperature fresche e precipitazioni frequenti. Tuttavia, negli ultimi decenni, i cambiamenti climatici hanno portato a stagioni di crescita più calde e asciutte favorendo la maturazione delle uve.
La temperatura media annuale nelle principali regioni vinicole del sud dell’Inghilterra è ora paragonabile a quella della Champagne negli anni ’70 che ha reso quindi possibile la produzione di spumanti di qualità. Inoltre, la crescente attenzione alla sostenibilità ha portato all’adozione di pratiche di viticoltura biologica e biodinamica.

## Regioni vitivinicole

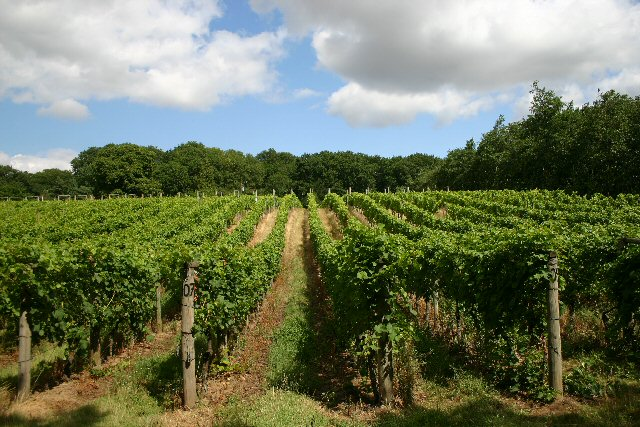
Un vigneto nei a Wyken

Le principali regioni vitivinicole del Regno Unito includono:
- Sud-Est dell'Inghilterra, con il Kent, il Sussex e il Surrey che ospitano la maggior parte delle aziende vinicole specializzate nella produzione di spumanti metodo classico[11].

- Sud-Ovest dell'Inghilterra, con il Devon e la Cornovaglia che producono sia spumanti che vini bianchi fermi grazie a un clima leggermente più mite[12].

- Galles, dove la produzione vinicola in crescita con vini che stanno ottenendo riconoscimenti internazionali[13].

## Vitigni
I vitigni più coltivati nel Regno Unito sono:
- Chardonnay, utilizzato principalmente per la produzione di spumanti metodo classico[14].

- Pinot nero, vitigno chiave per gli spumanti, ma anche per alcuni vini rossi leggeri[15].

- Bacchus, vitigno aromatico che produce vini bianchi fermi spesso paragonati al Sauvignon Blanc[16].

## Vini
Il Regno Unito è rinomato soprattutto per i suoi spumanti metodo classico prodotti con lo stesso processo dello Champagne. Oltre agli spumanti, si producono anche vini bianchi fermi, rosé e, in misura minore, vini rossi.

## Normative
La produzione vinicola nel Regno Unito è regolamentata da normative che garantiscono la qualità e l'autenticità dei vini. Esistono denominazioni protette, come il "Sussex PDO" (Denominazione di Origine Protetta), che certificano l'origine e gli standard di produzione.